# The Tell-Tale Hearts (album)
The Tell-Tale Hearts è il primo e unico album in studio dell'omonimo gruppo di revival garage rock, pubblicato negli USA nel 1984. Viene ritenuto un classico del genere.

## Tracce
Lato A
1. Crawling Back to Me – 2:12 (Ray Brandes)
2. That's Your Problem (Cover dei The Outsiders) (Ronald Splinter, Wally Tax)
3. She's Not What Love Is For – 2:57 (Bill Calhoun, Mike Stax)
4. From Above (Cover dei Q65) – 2:46 (Frank Nuyens, Jay Baar, Wim Bieler)
5. (You're a) Dirty Liar – 3:04 (Bill Calhoun, Mike Stax)
6. Me Needing You (Cover dei The Pretty Things) – 2:26 (Dick Taylor, Phil May)

Lato B
1. It Came to Me (Cover dei Q65) – 2:24 (Frank Nuyens, Jay Baar, Wim Bieler)
2. Come and Gone – 2:58 (Ray Brandes)
3. Forever Alone – 2:54 (Bill Calhoun, Mike Stax)
4. Keep on Trying (Cover dei The Outsiders) – 2:55 (Ronald Splinter, Wally Tax)
5. Losing Myself – 1:56 (Eric Bacher, Bill Calhoun)
6. Won't Need Yours (Bill Calhoun, Mike Stax)

## Formazione
- Mike Stax: basso, voce
- David Klowden: batteria
- Eric Bacher: chitarra
- Bill Calhoun: organo, pianoforte, voce, armonica
- Ray Brandes: voce, maracas, tamburello